# Tajuria teza
Tajuria teza är en fjärilsart som beskrevs av Swinhoe 1899. Tajuria teza ingår i släktet Tajuria och familjen juvelvingar. Inga underarter finns listade i Catalogue of Life.